# خلية أميبية

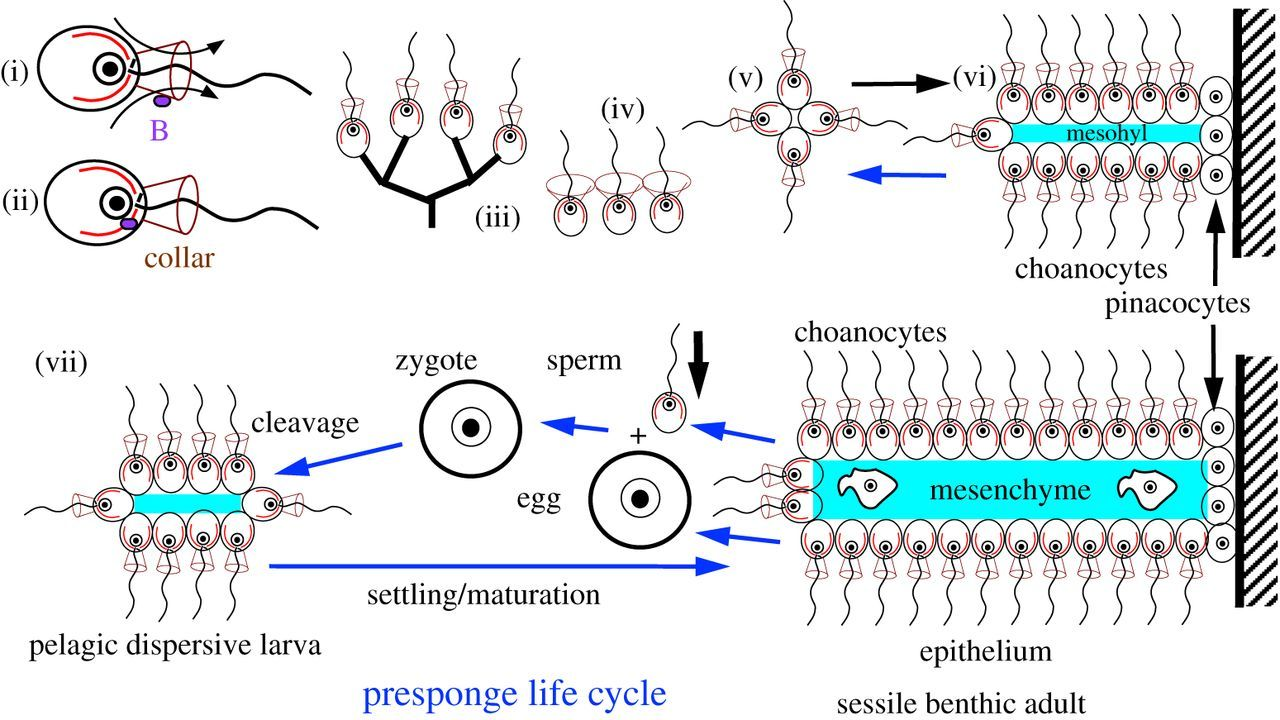
شكل يوضح تطور الكائنات الحية البدائية: من الكوآنوفلاجيلات إلى الحيوانات الأولية

الخلايا الأميبية هي خلايا أميبية موجودة في الإسفنج. هم كاملة القدرات ولها وظائف متنوعة اعتمادا على الأنواع. تتوافق بنية هذه الخلايا مع بنية الخلايا الجذعية مثل احتوائها على محتوى عالي من السيتوبلازم يساعد الخلايا على التكاثر وفقًا لوظائفها وايضا تساعد على نقل الغذاء من الخلايا الداخلية إلى الخارجية.
تترافق الخلايا الأثرية مع غيرها من خلايا الإسفنج المتخصصة، بما في ذلك عناصر التصويب والعناصر الهيكلية التي تسمى الشبيكة. يتنقلون داخل الميزوهيل بحركات تشبه الأميبا تؤدي عددًا من الوظائف المهمة.
التمايز الخلوي هو وظيفة أساسية للخلية البدائية. تعود أصول جميع الخلايا المتخصصة داخل الإسفنج إلى الخلية البدائية. هذا مهم بشكل خاص في التكاثر حيث تتشكل الخلايا الجنسية للإسفنجة في التكاثر الجنسي من هذه الخلايا الأميبية. وبالمثل في التكاثر اللاجنسي، تؤدي الخلايا الأميبية إلى تكوين الأحجار الكريمة التي هي كرات تشبه الكيس تحتوي على المزيد من الخلايا الأميبية بالإضافة إلى الخلايا الإسفنجية الأخرى بما في ذلك الخلية المنتمية الخاصة باللجنة. تتحرك هذه الخلايا داخل جدران الإسفنج وتشكل شبيكات.